# Grågrön hagelporlav
Grågrön hagelporlav (Pertusaria coronata) är en lavart som först beskrevs av Erik Acharius, och fick sitt nu gällande namn av Theodor 'Thore' Magnus Fries. Grågrön hagelporlav ingår i släktet Pertusaria och familjen Pertusariaceae.  Arten är reproducerande i Sverige. Inga underarter finns listade i Catalogue of Life.